# Ezeldijkmolen
De Ezeldijkmolen is een watermolen in het Belgische Diest. De Grote Watermolen op een aftakking van de Demer werd gebouwd in opdracht van de prinsen van Oranje. Hij kwam in de plaats van een eerdere molen en werd voltooid in 1553. Het gebouw heeft een typische Vlaamse renaissancestijl en is opgesteld als een kruis. De trapgevels zijn opgetrokken in rode baksteen en witte zandsteen. De molen werd gebruikt tot in 1946. De molen is sinds 2003 beschermd als monument.

## Afbeeldingen

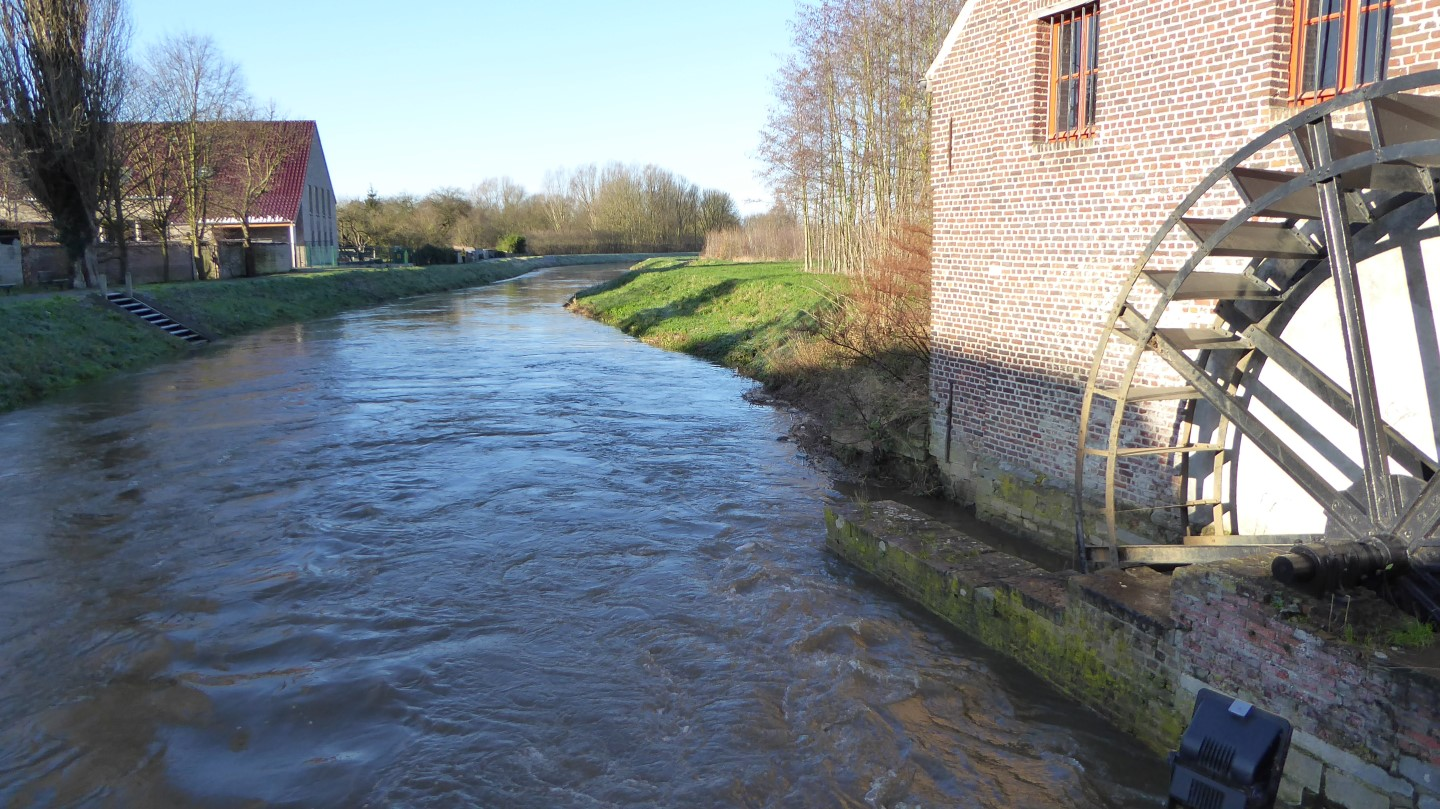
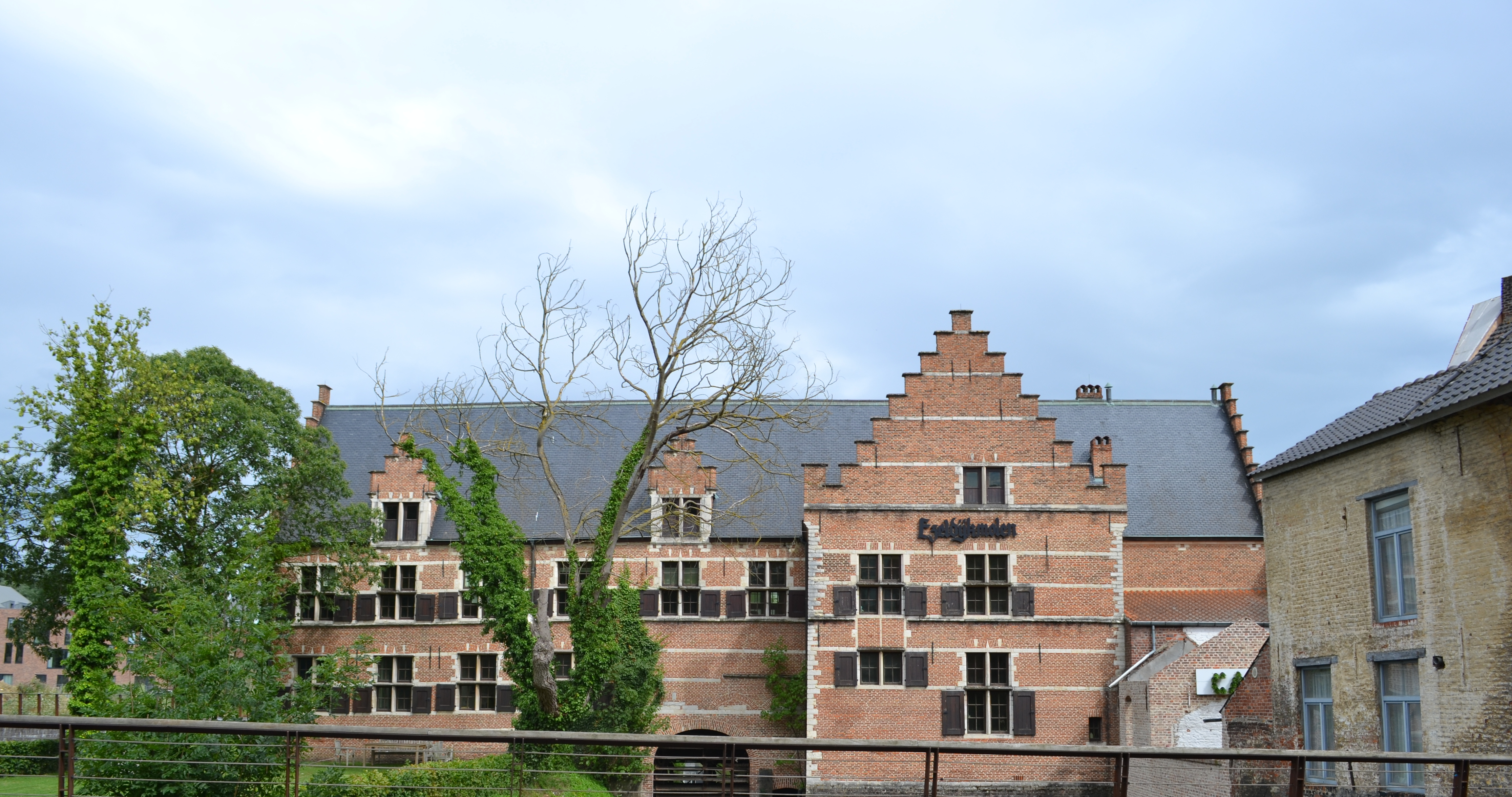